# Cantons de l'Òlt
Els Cantons de l'Òlt fins a l'any 2015 eren 31 i s'agrupaven en 3 districtes:
- Districte de Caors (13 cantons) prefectura Caors: cantó de Caors-Nord-Est - cantó de Caors-Nord-Oest - cantó de Caors-Sud - cantó de Castèlnau de Montratièr - cantó de Catús - cantó de Casals - cantó de L'Albenca - cantó de Lausès - cantó de Limonha de Carcin - cantó de Lusèg - cantó de Montcuc - cantó de Puèg l'Avesque - cantó de Sent Juèli

- Districte de Fijac (9 cantons) sotsprefectura Fijac: cantó de Bertenons - cantó de Cajarc - cantó de Fijac-Est - cantó de Fijac-Oest - cantó de La Capèla de Marival - cantó de La Tronquièra - cantó de Livernon - cantó de Sant Seren - cantó de Soçairac

- Districte de Gordon (9 cantons) sotsprefectura Gordon: cantó de Gordon - cantó de Gramat - cantó de La Bastida de Murat - cantó de Martèl - cantó de Pairac - cantó de Sent Girman - cantó de Salviac - cantó de Solhac - cantó de Vairac

L'any 2015 va entrar en vigor una redistribució cantonal i passaren a ser els 17 cantons següents:
Cahors-1, Cahors-2, Cahors-3, Causse et Bouriane, Causse et Vallées, Cère et Ségala, Figeac-1, Figeac-2, Gourdon, Gramat, Lacapelle-Marival, Luzech, Marches du Sud-Quercy, 	Martel, Puy-l'Évêque, Saint-Céré, i Souillac.